# Bel Ami (film, 2012)
Bel Ami är en brittisk dramafilm från 2012 i regi av  Declan Donnellan och Nick Ormerod. Filmen handlar om en ung man som genom att manipulera stadens inflytelserika kvinnor skaffar sig makt i Paris. Manuset är skrivet av Rachel Bennette och bygger på romanen med samma namn skriven av Guy de Maupassant 1885.

## Roller
- Robert Pattinson – Georges Duroy
- Uma Thurman – Madeleine Forestier
- Kristin Scott Thomas – Virginie Rousset
- Christina Ricci – Clotilde de Marelle
- Colm Meaney – Monsieur Rousset